# An Comunn Gàidhealach
An Comunn Gàidhealach, literalment L'Associació Gaèlica, és una organització d'Escòcia l'objectiu de la qual és promoure la llengua i cultura gaèliques, seguint els passos de la Gaelic Athletic Association d'Irlanda.
Fundada com un vehicle per a la preservació i desenvolupament de la llengua gaèlica escocesa, An Comunn Gàidhealach fomenta activament l'ensenyament, l'aprenentatge i l'ús del gaèlic escocès, així com el cultiu de la literatura, la història, la música i l'art.
An Comunn Gàidhealach va fundar i organitza el Royal National Mod (Gaèlic escocès: Am Mòd Nàiseanta Rìoghail), un popular festival de música, arts i cultura gaèlica Les seves oficines es troben a Inverness. La seva patrona és la Reina Isabel II.
La revista d'An Comunn Gàidhealach era coneguda originalment com a Deò-ghrèine, però va ser reanomenada An Gaidheal, i posteriorment Sruth.

## An Comunn Gàidhealach Ameireaganach
An Comunn Gàidhealach Ameireaganach ('La Societat Gaèlica Americana) és una organització lingüística i cultural semblant, que funciona gràcies a la tasca de voluntaris al Canadà i Estats Units.
Com el seu homòleg escocès, l'ACGA organitza un Mòd, així com diverses reunions regionals. El grup és força conegut per les seves activitats d'immersió lingüística gaèlica i per ser l'amfitrió de la Setmana de la Cançó i la Llengua Gaèliques que se celebra cada estiu.
L'ACGA ofereix serveis benèfics per mitjà del seu programa de beques, que proporciona finançament a 'organitzacions i individuals no lligats substancialment a l'ACGA amb el propòsit de fer avançar la llengua gaèlica. Antics destinataris d'aquestes ajudes són Sabhal Mòr Ostaig, l'escola gaèlica de l'illa de Skye i el Lewis Castle College a les Hèbrides Exteriors.
La revista d'An Comunn Gàidhealach Ameireaganach és An Naidheachd Againne, publicada des de Denver.
An Comunn Gàidhealach no s'ha de confondre amb Comunn na Gàidhlig.